# Trigonopteryx celebesia
Trigonopteryx celebesia är en insektsart som beskrevs av Willemse, C. 1931. Trigonopteryx celebesia ingår i släktet Trigonopteryx och familjen Trigonopterygidae. Inga underarter finns listade i Catalogue of Life.